# Clube da Esquina
Clube da Esquina (signifiant littéralement « Club du Coin ») est un collectif de musiciens brésiliens originaires de l'État de Minas Gerais. Ils sont à l'origine de l'album homonyme Clube da Esquina, sorti en 1972, qui mélange les styles rock 'n' roll, rock progressif, bossa nova et jazz.

## Description
Le collectif est notamment connu pour avoir été un groupe influent et reconnu de la période post-bossa nova, au même titre que Tropicalia ou Panis et Circencis.
La couverture de l'album présente deux jeunes hommes dans l'arrière-pays brésilien, une photo prise par le photographe Carlos da Silva Assunção Filho qui ne représente pas Milton Nascimento et Lô Borges, contrairement à une rumeur persistante à l'époque de la sortie de l'album.
En 1996, Márcio Borges (pt) (frère de Lô et parolier dans le collectif) publie un livre sur l'histoire du collectif, Os sonhos não envelhecem: Histórias do Clube da Esquina. En 2020, la chaîne brésilienne Canal Brasil diffuse un documentaire en 6 épisodes (Milton e o Clube da Esquina, la serie documental) retraçant l'histoire du collectif.

## Musiciens et groupes du collectif
- Milton Nascimento
- Lô Borges
- 14 Bis
- Toninho Horta
- Tavinho Moura
- Beto Guedes
- Wagner Tiso
- Fernando Brant (parolier)
- Ronaldo Bastos (parolier)
- Nelson Ângelo
- Márcio Borges (parolier)
- Flávio Venturini